# Relationer mellan Bulgarien och Sverige
Relationer mellan Bulgarien och Sverige är de bilaterala relationerna mellan Bulgarien och Sverige. Relationerna mellan de stå staterna betecknas som utmärkta.

## Historia
Båda staterna upprättade diplomatiska förbindelser 1909. Bulgarien har en ambassad i Stockholm och ett konsulat i Göteborg. Sverige har en Stockholmsbaserad Bulgarienambassad och ett konsulat i Varna. Svensk-bulgariska handelskammaren är baserad i Sofia.
Runt den 20 december 1989 kom runt 100 flyktingar om dagen till Sverige, i den största flyktingströmmen dit sedan andra världskriget och läget beskrevs som "permanent kritiskt". Nästan alla var turkbulgarer, som kom via Polen och dåvarande Östtyskland. De åkte med båten Winston Churchill till Malmö, och ansåg sig vara diskriminerade i Bulgarien men dagen därpå utvisades de och skickades med buss till Trelleborg där de skickades tillbaka med båt eftersom Sverige beslutat om nya bestämmelser med en invandringspolitik som inte skilde sig från övriga Europa och Norden.
Under 2005 uppgick Sveriges export till Bulgarien till drygt 1,1 miljarder kronor (+42 procent), medan importen från Bulgarien under 2007 uppgick till drygt 0,4 miljarder kronor (+18 procent). Första halvåret 2006 ökade exporten till Bulgarien till 0,6 miljarder kronor (+31 procent) och importen till 0,2 miljarder kronor (+17 procent). År 2007 ökade exporten till Bulgarien till 1,2 miljarder kronor, såväl som exporten till drygt 0,6 miljarder kronor, vilket medför en 100-procentig ökning i båda fallen jämfört med 2003.
Den stora posten för export till Bulgarien är telekomutrustning, medan den stora posten för import från Bulgarien är inom nästan samma område, det vill säga teknisk apparatur. De svenska direktinvesteringarna hade en snittökning på cirka 22 procent mellan 2003 och 2007. I nuläget finns ett femtiotal svenska företag representerade i Bulgarien. I början på 2007 bildades den Bulgarisk-Svenska Handelskammaren som en plattform för både stora och mindre svenska företag på plats i Bulgarien. Ungefär samtidigt öppnade Exportrådet ett kontor i Sofia för att främja svensk handel och export till Bulgarien. Ungefär ett 50-tal svenskar bor i Bulgarien. Svenska MTG förvärvade i juli 2008 Nova Television Bulgaria för 620 miljoner euro. I och med det köpet tar MTG över Bulgariens andra största tv-station. Detta förvärv var MTG:s största i dess historia.
Sveriges export till Bulgarien uppgick under 2009 till 802 miljoner kronor. Importen från Bulgarien uppgick till 758 miljoner kronor under 2009. Svenska direktinvesteringar uppskattas ha uppgått till 15 miljoner EUR år 2010. Omkring 50 000 svenska turister besökte Bulgarien under 2010. Båda stater är medlemmar av EU, Europarådet och OSSE.
År 2011 stängde Sverige sin ambassad i Sofia och öppnade ett generalkonsulatet den 14 juni av besökande utrikesrådet Björn Lyrvall.
Bulgarien stöder till fullo Sveriges Nato-medlemskap.